# Post Human: Nex Gen
Post Human: Nex Gen (a veces estilizado como POST HUMAN: NeX GEn) es el séptimo álbum de estudio de la banda británica Bring Me the Horizon. Fue lanzado el 24 de mayo de 2024; planeado originalmente para el 15 de septiembre de 2023, como la segunda entrega de la serie Post Human, después de Post Human: Survival Horror que se lanzó en 2020. También es el último álbum que presenta al teclista y productor secundario de la banda Jordan Fish, ya que dejó el grupo a fines de 2023. 
El álbum recibió críticas en su mayoría positivas de los críticos tras su lanzamiento. Cuenta con contribuciones invitadas de Aurora, Underoath, Lil Uzi Vert y Daryl Palumbo.

## Lanzamiento y promoción
El 16 de septiembre de 2021, la banda lanzó el sencillo principal del álbum, "Die4U".
El segundo sencillo, "Strangers", se lanzó el 6 de julio de 2022.
El 4 de mayo de 2023 se lanzó el tercer sencillo, "Lost".
El 1 de junio de 2023 se lanzará el cuarto sencillo, "Amen!" con Daryl Palumbo de Glassjaw y Lil Uzi Vert, fue lanzado.
En junio de 2023, la banda anunció Post Human: Nex Gen, con el 15 de septiembre de 2023 como fecha de lanzamiento original. Sin embargo, el 24 de agosto, Sykes anunció que el lanzamiento se retrasaría debido a "circunstancias imprevistas" que habían dejado a la banda "incapaz de completar el disco al nivel con el que estaríamos contentos".
El quinto sencillo, "Darkside", se lanzó el 13 de octubre de 2023.
El 5 de enero de 2024, la banda lanzó el sexto sencillo del disco, "Kool-Aid".
El 23 de mayo de 2024, la banda anunció la fecha de lanzamiento del álbum, el 24 de mayo de 2024.
La banda lanzó un vídeo musical para el séptimo sencillo del álbum, "Top 10 Statues That Cried Blood", el 5 de junio.

## Lista de canciones
| N.º | Título                                                 | Duración |  |
| 1.  | «[OST] Dreamseeker»                                    | 0:19     |  |
| 2.  | «Youtopia»                                             | 4:02     |  |
| 3.  | «Kool-Aid»                                             | 3:48     |  |
| 4.  | «Top 10 Statues That Cried Blood»                      | 4:00     |  |
| 5.  | «Limousine» (con Aurora)                               | 4:11     |  |
| 6.  | «Darkside»                                             | 2:45     |  |
| 7.  | «A Bullet W- My Name On» (con Underoath)               | 4:20     |  |
| 8.  | «[OST] (Spi)ritual»                                    | 1:54     |  |
| 9.  | «N/A»                                                  | 3:20     |  |
| 10. | «Lost»                                                 | 3:25     |  |
| 11. | «Strangers»                                            | 3:15     |  |
| 12. | «R.I.P. (Duskcore Remix)»                              | 3:23     |  |
| 13. | «Amen!» (con Lil Uzi Vert y Daryl Palumbo de Glassjaw) | 3:09     |  |
| 14. | «[OST] P.U.S.S.-E»                                     | 2:49     |  |
| 15. | «Die4U»                                                | 3:27     |  |
| 16. | «Dig It»                                               | 7:12     |  |

## Posicionamiento en lista
| Lista (2024)                                 | Mejor posición |
| -------------------------------------------- | -------------- |
| Alemania (Offizielle Top 100)                | 8              |
| Australia (ARIA)                             | 4              |
| Austria (Ö3 Austria)                         | 6              |
| Bélgica (Ultratop flamenca)                  | 15             |
| Bélgica (Ultratop valona)                    | 34             |
| Canadá (Billboard Canadian Albums)           | 37             |
| España (PROMUSICAE)                          | 42             |
| Estados Unidos (Billboard 200)               | 36             |
| Estados Unidos (Top Hard Rock Albums)        | 1              |
| Finlandia (Suomen Virallinen Lista)          | 17             |
| Francia (SNEP)                               | 51             |
| Hungría (MAHASZ)                             | 15             |
| Irlanda (OCC)                                | 26             |
| Italia (FIMI)                                | 76             |
| Japanese Digital Albums (Oricon)             | 5              |
| Japanese Hot Albums (Billboard Japan)        | 23             |
| Lithuanian Albums (AGATA)                    | 53             |
| Nueva Zelanda (Recorded Music NZ)            | 8              |
| Noruega (VG-lista)                           | 14             |
| Países Bajos (Album Top 100)                 | 19             |
| Polonia (ZPAV)                               | 41             |
| Portugal (AFP)                               | 25             |
| Reino Unido (UK Albums Chart)                | 5              |
| Reino Unido (UK Rock & Metal Albums)         | 1              |
| República Checa (ČNS IFPI)                   | 8              |
| Slovak Albums (ČNS IFPI)                     | 11             |
| Suecia (Sverigetopplistan)                   | 27             |
| Swedish Hard Rock Albums (Sverigetopplistan) | 1              |
| Suiza (Schweizer Hitparade)                  | 6              |

## Personal
Bring Me the Horizon
- Oliver Sykes – voz
- Lee Malia – guitarra líder
- Matt Kean – bajo
- Matt Nicholls – batería
- Jordan Fish – teclados

Músicos adicionales
- Aurora: voz (pista 5).
- Underoath: Actuación invitada (pista 7).
  - Spencer Chamberlain - Voces
  - Aaron Gillespie - Voces
- Daryl Palumbo: voz (pista 13).
- Lil Uzi Vert: voz (pista 13).